# Sigourney Weaver

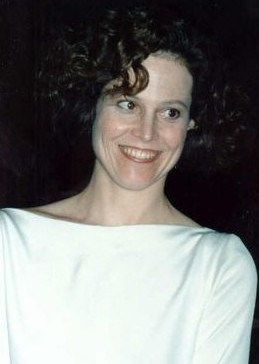
Sigourney Weaver på Oscarsgalan 1989.

Sigourney Weaver, ursprungligen Susan Alexandra Weaver, född 8 oktober 1949 i New York, är en amerikansk skådespelare.
Hon slog igenom med sin roll som Ellen Ripley i Alien-filmerna som anses vara den första kvinnliga actionhjälten och blev 2009 framröstad som den främsta actionhjälten. Hon har mottagit tre Oscarsnomineringar varav två av dem är från samma år.

## Biografi

### Uppväxt
Sigourney Weavers föräldrar var TV-producenten Sylvester "Pat" Weaver och skådespelaren Elizabeth Inglis. Hennes farbror Winstead Weaver var komiker och arbetade på tidningen Mad. Hon tog namnet Sigourney som tonåring, från F. Scott Fitzgeralds roman Den store Gatsby. Det var i college på Ethel Walker School som hon fann sitt intresse för skådespeleri och medverkade i flera av skolans produktioner. Innan hon fyllde 18 och började på universitetet åkte hon till Israel för att vara volontär. Hon hann knappt börja på Sarah Lawrence College innan hon ändrade sig till Stanforduniversitetet för att studera engelska. Även där spelade hon mycket teater och när hon utexaminerades så sökte hon till Yale School of Drama och kom in. Hon säger sig ha haft en tuff tid på Yale då lärarna tyckte hon var dålig och skulle göra komedi istället. Men hon tog sig igenom och examinerades 1974.

### Karriär
Sitt sista år på Yale fick hon också sin första professionella roll i Stephen Sondheim-musikalen The Frogs. Medverkade gjorde även hennes klasskompisar Meryl Streep och Larry Blyden. Hon fortsatte spela teater och fick sedan några reklamjobb, en liten roll i Annie Hall (1977) och en TV-roll i Somerset (1979) innan hon landade sin genombrottsroll som Ellen Ripley i Alien (1979). Rollen var egentligen skriven åt Veronica Cartwright, men regissören Ridley Scott gjorde en snabb ändring tätt inpå att inspelningen skulle påbörjas.
Weaver medverkade sedan i Brännpunkt Djarkarta (1982) som hon blev kritikerrosad för. Hon spelade sedan i Ghostbusters – Spökligan (1984), som blev årets mest inkomstbringande film. Samma år medverkade hon i uppsättningen av Hurlyburly vilket gav henne en Tony Award-nominering. Hon återvände till rollen som Ellen Ripley i Aliens – Återkomsten (1986) som hon blev Oscarsnominerad för och även Golden Globe-nominerad. År 1988 porträtterade hon primatologen Dian Fossey i De dimhöljda bergens gorillor och spelade en biroll mot Harrisson Ford i filmen Working Girl. Hon blev Oscarnominerad och Golden Globe-nominerad för båda filmerna i både kategorin Bästa kvinnliga huvudroll och Bästa kvinnliga biroll. Hon är en av 12 skådespelare som någonsin varit nominerad i två skådespelarkategorier samtidigt. På Golden Globe vann hon i båda sina kategorier och är en av endast fyra skådespelare som någonsin gjort det.
Weaver repriserade sedan sina roller i både Ghostbusters 2 (1989) och Alien 3 (1992). Hon medverkade under 1990-talet även i 1492 – den stora upptäckten (1992), Dave (1993), Döden och flickan (1994), Copycat (1995), Jeffrey (1995) och The Ice Storm (1997). För den sistnämnda nominerades hon för en fjärde Golden Globe och vann en BAFTA. Hon återvände sedan än en gång som Ellen Ripley i Alien återuppstår (1997) och syntes i Galaxy Quest (1999) samt A Map of the World (1999), vilken gav henne en femte Golden Globe-nominering.
Under 2000-talet medverkade hon i flertalet filmer som Heartbreakers (2001), Ett hål om dagen (2003), The Village (2004), Vantage Point (2008) och Baby Mama (2008). Hon återvände också till sci-fi genren och James Cameron i Avatar (2009), vilket kom att bli den mest inkomstbringande filmen någonsin. Weaver gav sig under denna tid även sig på olika röstroller som en gästroll i Futurama (2002), WALL-E (2008) och Sagan om Despereaux (2008). År 2009 var hon också med i sin första TV-film Prayers for Bobby, vilket gav henne nomineringar på Emmy, Golden Globe och Screen Actors Guild.
Weaver har också medverkat i Exodus: Gods and Kings (2014), Chappie (2015), Hitta Doris (2016) och The Defenders (2017). År 2016 återvände hon i en cameo i Ghostbusters för att sedan återvända i rollen som Dana Barret i Ghostbusters: Afterlife (2021). År 2022 repriserade hon även sin roll i uppföljaren till Avatar, i Avatar: The Way of Water. Även den blev en av de mest inkomstbringande filmerna någonsin.

## Anseende och privatliv
Weaver anses vara den första kvinnliga actionhjälten och är en feministisk ikon. Hennes karaktär Ellen Ripley har också röstats fram som den absolut främsta actionhjälten. År 2004 ansågs Weaver vara den 20:e bästa skådespelaren genom tiderna.
Hon är gift med teaterregissören Jim Simpson sedan 1 oktober 1984. De bor på Manhattan i New York. 1990 fick paret dottern Charlotte, sedermera kallad Shar och som är ickebinär. 1996 startade paret teatern The Flea Theather.
Efter inspelningen av De dimhöljda bergens gorillor blev Weaver donator till Dian Fossey Gorilla Fond och senare hedersstyrelsemedlem. Hon anses vara en miljöaktivist och har blivit hyllad för sitt bidrag. Hon är en stark motståndare till djuphavsfiske och har talat inför FN i ämnet.
Weaver talar utöver engelska även tyska och franska flytande.
Hon har också vunnit en Grammy för årets bästa spoken word album 2011.

## Filmografi (i urval)

### Film
| År   | Titel                                 | Roll                                        | Notering           |
| ---- | ------------------------------------- | ------------------------------------------- | ------------------ |
| 1977 | Annie Hall                            | Alvy's date                                 |                    |
| 1978 | Madman                                | Gale                                        |                    |
| 1979 | Alien                                 | Ellen Ripley                                |                    |
| 1981 | Ögonvittnet                           | Tony Sokolow                                |                    |
| 1982 | Brännpunkt Djakarta                   | Jill Bryant                                 |                    |
| 1983 | Oss fifflare emellan                  | Catherine DeVoto                            |                    |
| 1984 | Ghostbusters – Spökligan              | Dana Barrett                                |                    |
| 1985 | En kvinna eller två                   | Jessica Fitzgerald                          |                    |
| 1986 | Half Moon Street                      | Dr. Lauren Slaughter                        |                    |
| 1986 | Aliens – Återkomsten                  | Ellen Ripley                                |                    |
| 1988 | De dimhöljda bergens gorillor         | Dian Fossey                                 |                    |
| 1988 | Working Girl                          | Katharine Parker                            |                    |
| 1989 | Ghostbusters 2                        | Dana Barrett                                |                    |
| 1992 | Alien 3                               | Ellen Ripley                                | Även producent     |
| 1992 | 1492 – den stora upptäckten           | Drottning Isabella                          |                    |
| 1993 | Dave                                  | Ellen Mitchell                              |                    |
| 1994 | De vilda svanarna                     | Berättare                                   | Kortfilm, Röstroll |
| 1994 | Döden och flickan                     | Paulina Escobar                             |                    |
| 1995 | Copycat                               | Dr. Helen Hudson                            |                    |
| 1995 | Jeffrey                               | Debra Moorhouse                             |                    |
| 1997 | Snövit: En skräcksaga                 | Lady Claudia Hoffman                        | TV-film            |
| 1997 | The Ice Storm                         | Janey Carver                                |                    |
| 1997 | Alien återuppstår                     | Ellen Ripley (Klon 7 & 8)                   | Även producent     |
| 1999 | A Map of the World                    | Alice Goodwin                               |                    |
| 1999 | Galaxy Quest                          | Gwen DeMarco / Löjtnant Tawny Madison       |                    |
| 2000 | Company Man – Den ofrivillige spionen | Daisy Quimp                                 |                    |
| 2001 | Heartbreakers                         | Angela Nardion / Max Conners / Olga Ivanova |                    |
| 2002 | Svärmorsdrömmen                       | Eve Grubman                                 |                    |
| 2002 | The Guys                              | Joan                                        |                    |
| 2003 | Ett hål om dagen                      | Louise Walker                               |                    |
| 2004 | Imaginary Heroes                      | Sandy Travis                                |                    |
| 2004 | The Village                           | Alice Hunt                                  |                    |
| 2006 | Snow Cake                             | Linda Freeman                               |                    |
| 2006 | The TV Set                            | Lenny                                       |                    |
| 2006 | Capote – en iskall mordgåta           | Babe Paley                                  |                    |
| 2007 | Trubbel i sagoland                    | Frieda                                      | Röstroll           |
| 2007 | The Girl in the Park                  | Julia Sandburg                              |                    |
| 2008 | Vantage Point                         | Rex Brooks                                  |                    |
| 2008 | Be Kind Rewind                        | Ms. Lawson                                  |                    |
| 2008 | Baby Mama                             | Chaffee Bicknell                            |                    |
| 2008 | WALL-E                                | Axiom dator                                 | Röstroll           |
| 2008 | Sagan om Despereaux                   | Berättare                                   | Röstroll           |
| 2009 | Prayers for Bobby                     | Mary Griffith                               | TV-film            |
| 2009 | Avatar                                | Dr. Grace Augustine                         |                    |
| 2010 | Crazy on the Outside                  | Vicky Zelda                                 |                    |
| 2010 | You Again                             | Ramona Clark                                |                    |
| 2011 | Kickoffen                             | Marcy Vanderhei                             |                    |
| 2011 | Paul                                  | 'The Big Guy'                               |                    |
| 2011 | Abduction                             | Dr. Geraldine 'Geri' Bennett                |                    |
| 2011 | Rampart                               | Joan Confrey                                |                    |
| 2012 | The Cabin in the Woods                | Direktören                                  |                    |
| 2012 | Red Lights                            | Margaret Matheson                           |                    |
| 2012 | The Cold Light of Day                 | Jean Carrack                                |                    |
| 2012 | Vamps                                 | Cisserus                                    |                    |
| 2014 | Exodus: God and Kings                 | Drottning Tuya                              |                    |
| 2015 | Chappie                               | Michelle Bradley                            |                    |
| 2016 | Hitta Doris                           | Sig själv                                   | Röstroll           |
| 2016 | Ghostbusters                          | Dr. Rebecca Gorin                           | Cameo              |
| 2016 | Sju minuter efter midnatt             | Farmor                                      |                    |
| 2016 | The Assignment                        | Dr. Rachel Jane                             |                    |
| 2017 | The Meyerowitz Stories                | Sig själv                                   | Cameo              |
| 2017 | Rakka                                 | Jasper                                      | Kortfilm           |
| 2020 | My Salinger Year                      | Margaret                                    |                    |
| 2021 | The Good House                        | Hildy Good                                  |                    |
| 2021 | Ghostbusters: Afterlife               | Dana Barrett                                | Cameo              |
| 2022 | Call Jane                             | Virginia                                    |                    |
| 2022 | Master Gardener                       | Mrs. Haverhill                              |                    |
| 2022 | Avatar: The Way of Water              | Kiri / Dr. Grace Augustine                  |                    |
| 2025 | Avatar: Fire and Ash                  | Kiri / Dr. Grace Augustine                  | Kommande           |
| 2026 | The Mandalorian & Grogu               |                                             | Kommande           |
| 2029 | Avatar 4                              | Kiri / Dr. Grace Augustine                  | Kommande           |

### TV
| År        | Titel                               | Roll                           | Notering                                      |
| --------- | ----------------------------------- | ------------------------------ | --------------------------------------------- |
| 1979      | Somerset                            | Avis Ryan                      | 1 avsnitt                                     |
| 1986      | Saturday Night Live                 | Värd                           | Avsnitt: "Sigourney Weaver/Buster Poindexter" |
| 2002      | Futurama                            | Kvinnligt Planet Express skepp | Röstroll, Avsnitt: "Love and Rocket"          |
| 2008      | Eli Stone                           | Terapeut                       | Avsnitt: "The Path"                           |
| 2010      | Saturday Night Live                 | Värd                           | Avsnitt: "Sigourney Weaver/The Ting Tings"    |
| 2012      | Political Animals                   | Elaine Barrish                 | 6 avsnitt                                     |
| 2015      | Penn Zero: Part-Time Hero           | Lady Starblaster               | Röstroll, avsnitt: "Lady Starblaster"         |
| 2015-2017 | Doc Martin                          | Beth Traywick                  | 2 avsnitt                                     |
| 2017      | The Defenders                       | Alexandra Reid                 | 6 avsnitt                                     |
| 2019      | Svampbob Fyrkant                    | Sig själv                      | Avsnitt: "Spongebob's Big Birthday Blowout"   |
| 2019      | The Dark Crystal: Age of Resistance | The Myth Speaker               | Röstroll, avsnitt: "End. Begin. All the Same" |
| 2020      | Ring min agent!                     | Sigourney Weaver               | Avsnitt: "Sigourney"                          |
| 2023      | The Lost Flowers of Alice Hart      | June Hart                      | 7 avsnitt, även producent                     |

### Teater
| År        | Titel                                                 | Roll                        | Teater                              |
| --------- | ----------------------------------------------------- | --------------------------- | ----------------------------------- |
| 1974      | The Frogs                                             | Kör                         | Yale University Theatre             |
| 1975      | The Constant Wife                                     | Marie-Louise Durham         | Shubert Theatre, New York           |
| 1976      | Titanic                                               | Lidia / Annabella / Harriet | Direct Theatre                      |
| 1976      | Das Lusitania Songspiel                               |                             | Van Dam Theatre, New York           |
| 1976      | Gemini                                                | Judith Hastings             | Playwrights Horizons, New York      |
| 1978      | Marco Polo Sings a Solo                               | Freydis                     | Public/Newman Theatre               |
| 1978      | Conjuring an Event                                    | Annabella                   | American Place Theater, New York    |
| 1978      | A Flea in Her Ear                                     |                             | Hartford Stage                      |
| 1979      | New Jerusalem                                         |                             | Public Theatre, New York            |
| 1980      | Das Lusitania Songspiel                               |                             | Westside Theatre, New York          |
| 1981      | Beyond Therapy                                        | Prudence                    | Phoenix Theatre, New York           |
| 1982      | Animal Kingdom                                        | Cecilia Henry               | Berkshire Festival                  |
| 1983      | Old Times                                             | Anna                        | Williamstown Theatre Festival       |
| 1984-1985 | Hurlyburly                                            | Darlene                     | Ethel Barrymore Theatre, New York   |
| 1986      | Linje Lusta                                           | Stella Kowalski             | Williamstown Theatre Festival       |
| 1986-1987 | Köpmannen i Venedig                                   | Portia                      | Classic Stage Company, New York     |
| 1988      | The Show-Off                                          | Clara                       | Williamstown Theatre Festival       |
| 1996      | Sex and Longing                                       | Lulu                        | Cort Theatre, New York              |
| 2001-2002 | The Guys                                              | Joan                        | The Flea Theatre, New York          |
| 2002      | The Mercy Seat                                        | Abby Prescott               | Acorn Theatre, New York             |
| 2004      | Mrs. Farnsworth                                       | Marjorie Farnsworth         | The Flea Theatre, New York          |
| 2007      | Crazy Mary                                            | Lydia                       | Playwrights Horizons, New York      |
| 2007      | Love Letters                                          | Melissa Gardner             | The Flea Theatre, New York          |
| 2008      | Love Letters                                          | Melissa Gardner             | The Detroit Film Theatre            |
| 2012-2013 | Vanya and Sonia and Masha and Spike                   | Masha                       | Mitzi E. Newhouse Theatre, New York |
| 2019      | The Investigation: A Search for the Truth in Ten Acts | Sig själv                   | Riverside Church, New York          |